# Renault FR1
Der Renault FR1 (Typ SFR112) war ein Reisebus des Herstellers Renault V.I. Es war der erste Bus mit Scheibenbremsen vorn.

## Geschichte
Der FR1, 1983 auf den Markt gebracht, war an den horizontalen Ventilationsöffnungen am Heck zu erkennen.
Der Bus war in drei Längen (10.617 mm, 11.381 mm und 11.995 mm) und zwei Höhen erhältlich.
Das Chassis des FR1 wurde auch von Aufbauherstellern benutzt, u. a. Obradors (ST 315...) und Gangloff (FR1 GTS).

### Versionen (1994)
- FR1 E
- FR1 T3
- FR1 M340
- FR1 TE
- FR1 TX (Hochdecker)
- FR1 GTX (Hochdecker)

## Motoren
Der FR1 war mit einem 9,8-Liter-Turbodiesel ausgerüstet, der über sechs Zylinder in Reihe verfügte.
| Motortyp          | Leistung                     | Variante      |
| ----------------- | ---------------------------- | ------------- |
| MIDR 06.20.45R41  | 223 kW (303 PS) bei 2100/min | E, T3         |
| MIDR 06.20.45 M   | 250 kW (340 PS) bei 2000/min | M340, TX, GTX |
| MIDR 06.20.45 M/3 | 250 kW (340 PS) bei 2000/min | M340, TX, GTX |
| MIDR 06.20.45M41  | 250 kW (340 PS) bei 2100/min | M340, TX, GTX |

## Nachfolger
Der FR1 wurde bis 1996 produziert. Ende 1996 wurde er einer Modellpflege unterzogen und in Renault Iliade umbenannt.